# Auguste Wirion
Carl August (Auguste) Wirion (Pfaffenthal, 5 november 1864 – Bascharage, 25 april 1940) was een Luxemburgs kunstschilder en tekenaar.

## Leven en werk
Auguste Wirion was een zoon van kramer en hoorndraaier Jacob Franz Wirion en Anna Gertrud Eugen. Hij bezocht de Industrieschool en het Athénée royal grand-ducal in Luxemburg en studeerde aan de École nationale des arts décoratifs in Parijs. Hij maakte studiereizen naar Frankrijk, België en Zwitserland.  Hij trouwde met Marie Lauterborn (ovl. 1956).
Wirion schilderde landschappen en stadsgezichten en was portrettekenaar. Vanaf 1885 gaf hij tekenles aan het Progymnase d'Echternach. In 1888 werd hij er benoemd tot maître de dessin en in 1924 tot professeur de dessin. Tot zijn leerlingen behoorde Alfred Steinmetzer. Wirion ging in 1932 met pension en werd opgevolgd door Mathias Reckinger.
Auguste Wirion overleed op 75-jarige leeftijd.

## Enkele werken
- Scheepsbouw in Echternach

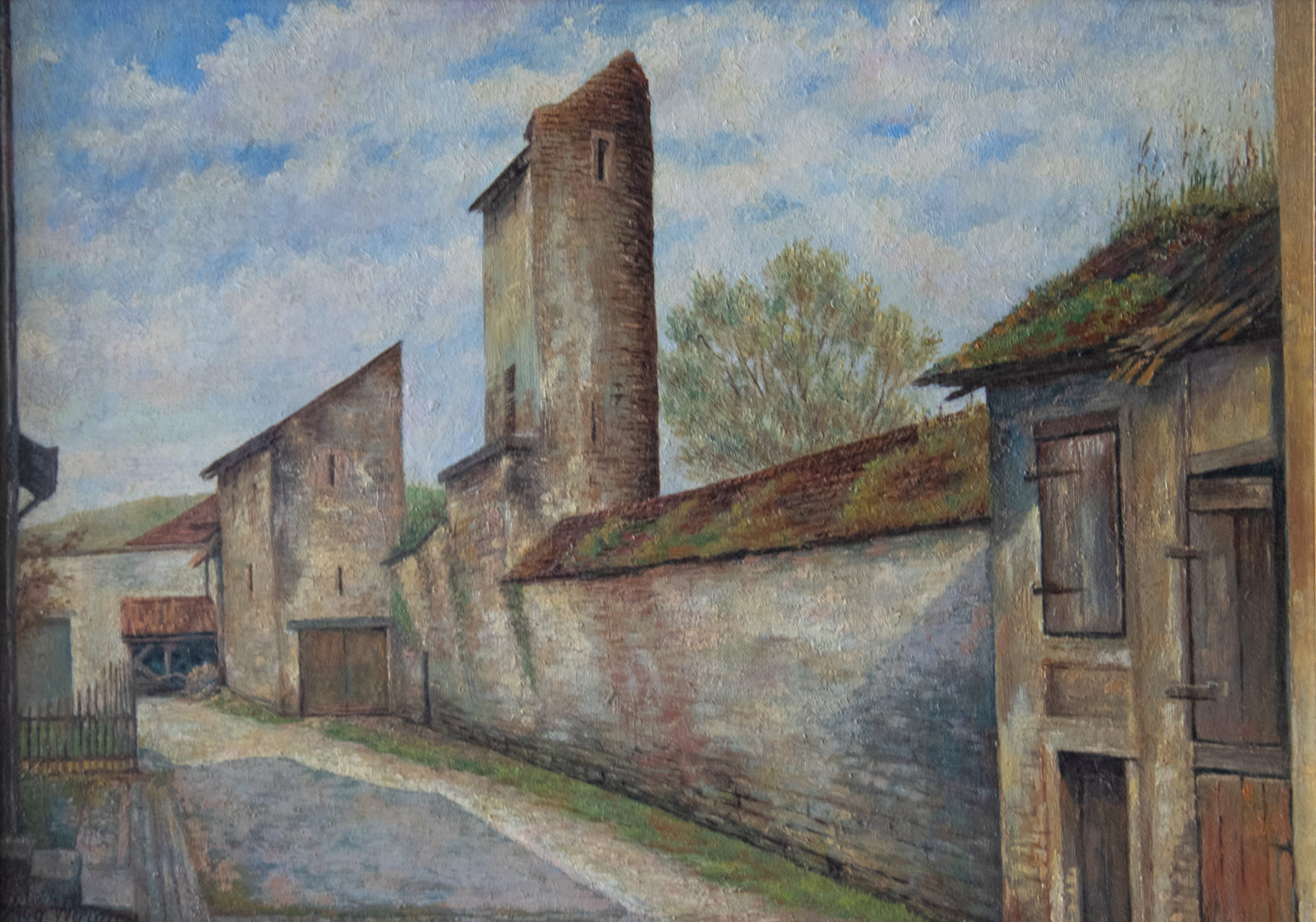
Stadsmuur van Echternach

## Onderscheidingen
- 1926 Ridder in de Orde van de Eikenkroon.[8]

- Musée national d'archéologie, d'histoire et d'art: lkl007471
- Virtual International Authority File: 6637161098977729640000